# Carabus planicollis planicollis
Carabus planicollis planicollis este o subspecie de gândac de sol din subfamilia Carabinae, care este endemică României.